# Gènova (pel·lícula)
Gènova (títol original en anglès: Genova) és una pel·lícula britànica dramàtica de 2008 dirigida per Michael Winterbottom, amb guió d'aquest i de Laurence Coriat (Wonderland), i filmada a Gènova. El tema que obre els crèdits és Le Grand choral, de Georges Delerue. S'ha doblat al valencià per a À Punt.

## Argument
Després de la sobtada mort de la seva dona (Hope Davis), Joe (Colin Firth) marxa a viure amb les seves dues filles a Gènova, on donarà classes de literatura anglesa a la universitat i intenta recuperar-se de la pèrdua. La ciutat proporciona a la família l'oportunitat de començar de nou, i el professor es retroba amb Barbara (Catherine Keener), una antiga companya d'estudis amb qui havia tingut una història d'amor de més jove. Mentre que Kelly explora el costat fosc d'aquest món nou misteriós, Mary veu el fantasma de la seva mare vagant pels carrers.

## Repartiment
- Colin Firth: Joe
- Catherine Keener: Barbara
- Hope Davis: Marianne
- Willa Holland: Kelly
- Perla Haney-Jardine: Mary
- Kyle Griffin: Scott
- Kerry Shaleas Stephen
- Gherardo Crucitti: Mauro
- Margherita Romeo: Rosa
- Gary Wilmes: Danny
- Demetri Goritsas: Demetri
- Alessandro Giuggioli: Lorenzo

## Recepció i guardons
Gènova es va estrenar al Festival Internacional de Cinema de Toronto de 2008, i va guanyar la Conquilla de Plata al millor director al Festival Internacional de Cinema de Sant Sebastià.
La pel·lícula també ha tingut una bona rebuda entre la comunitat d'Internet, on manté un 79% en el rànquing del web Rotten Tomatoes.